# Ben Genaux
Pour les articles homonymes, voir Genaux.
Ben Genaux, de son vrai nom Oscar Genaux est un instituteur belge, peintre, dessinateur, graveur et écrivain en wallon, français et arabe né le 26 septembre 1911 à Ransart, mort le 16 octobre 1996 à Montigny-le-Tilleul.

## Biographie
Oscar Genaux, né le 26 septembre 1911, est le fils de Nestor Genaux, verrier, et d'Adéla Alexandre. En mai 1947, il épouse Gabrielle Piérard à Châtelineau. Il est le frère de René Augustin Genaux mort en 1943 comme résistant.
Il est l'élève du peintre belge Léon Van den Houten (École de Charleroi). 
Ben Genaux évolue de l'art figuratif au surréalisme pour ensuite se consacrer à l’art abstrait. Il devient le professeur du peintre Philippe Dubois (1958), dit Phébus alors qu’il résidait à Leers-et-Fosteau. Le Palais des Beaux-Arts de Charleroi lui consacre deux rétrospectives en 1972 et 1979. Ses peintures s'inscrivaient souvent dans le surréalisme mais il a aussi peint des nus. Toutefois son art se réalisa comme peintre « arabisant » avec des œuvres dont la plus connue est « l'homme bleu » qui surprend les critiques lors de la rétrospective au Palais des Beaux Arts de Charleroi en 1979. Il réalisa ce tableau lors d'une retraite à El Jem en Tunisie. Il collabora aussi avec l'Office marocain du tourisme en illustrant des affiches promotionnelles qui assurèrent le réel démarrage du tourisme vers le Maroc ![réf. nécessaire]

## Œuvres littéraires
- Janus (poèmes) Édition moderne, Gilly. 1941.
- Trwès P'tits-Èfants (George Fay) Édition moderne, Gilly 1941 (illustrations de Ben Genaux).
- Blanchès tchapèles (Lambillon Edgard). 1942. Illustrations de Ben Genaux.
- Rétrospective 23 (George Fay). Éditions Moderne, Gilly. 1942 (illustrations de Ben Genaux).
- La porte étroite (André Gide) Coll. "Cent Chefs-d'œuvre", n° 1, Bruxelles, éditions de la Nouvelle Revue Belgique, 8 mai 1943. ill. de bandeaux, lettrines et culs-de-lampe gravés par Ben Genaux.
- Huit histoires extraordinaires (Edgar Poe) Éditions De La nouvelle revue Belgique, Gilly. 1943 (illustrations de Ben Genaux).
- Viatique pour les jours mauvais (Poèmes) (André Rodenbach) Ed. de la tour du guet, Paris. 1949 (illustrations de Ben Genaux).
- Campanule (poèmes pour enfants, édition courante et plaquette de luxe). Charleroi Editions Heraly. 1950.
- Collier de perles. Poèmes pour enfants (Darmont, Georges) Chez L’auteur, Charleroi. 1952 (illustrations de Ben Genaux).
- Idylle 3007 ou l'intolérable perfection. (poèmes) Édition du Carreau d'Air. 1953.
- Fauves du Baron d'Feuru (Pétrez, Henri) Imprimerie de Charleroi. 1957 (illustrations de Ben Genaux).
- Petite Maman Bonheur (poèmes pour enfants). Éditions Dantine, Luttre. 1957 (réédition 1978).
- Le Chemin des Anges (poèmes pour enfants)
- Contribution du Manuel scolaire à l'Éducation esthétique. Essai
- Feu Profond (Jules Gille). Atelier Social d’Imprimerie, Marchienne-au-Pont, 1972 (illustrations et portrait de l'auteur par Ben Genaux).
- À pleins tubes. petit aperçu contestataire de l'histoire des arts à l'usage des naïfs. Pierre de Méyère, Paris - Bruxelles, 1977.
- Sieû !.. (petit manuel de pédagogie pratique à l'intention des candidats instituteurs prédisposés à la naïveté) Sur les presses de la Ville de Thuin. 1979.
- Éthique pour un jeu de massacre Éditions Vanitas 14,rue Léon de Lantsheere Bruxelles. 1961. (en-Têtes, Illustrations et Culs-de-lampe dessinés par l'auteur)
- Skèrlaches. (poésie en wallon) 1969.
- 27 Au Quaut Ron (fables) -Kegn 42 (littérature dialectale) : Prix biennal de littérature Wallonne du Gouvernement.
- La Fleur de Ben. Éditions Scaillet, Montigny-le-Tilleul. 1989.